# Dún Laoghaire
Dún Laoghaire (anglicky Dunleary, v letech 1821–1920 Kingstown) je přístavní město v Irsku, ležící 12 km jižně od Dublinu. Je hlavním městem okrsku Dún Laoghaire – Rathdown v hrabství Dublin.

## Historie
Název města v překladu znamená Lóegairova pevnost – Lóegaire mac Néill, syn krále Nialla z devíti rukojmí, byl v 5. století jedním z nejvyšších králů Irska.

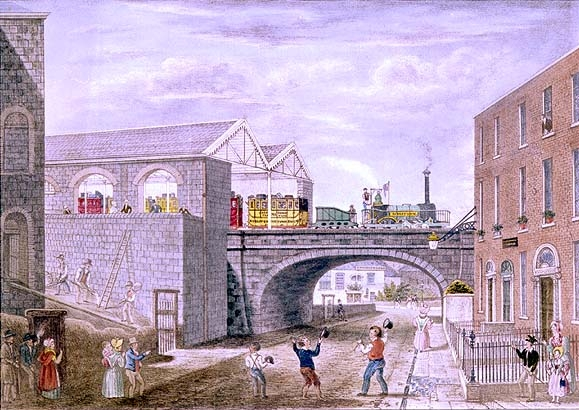
Slavnostní zahájení provozu na trati Dublin & Kingstown Railway

Dún Laoghaire bylo bezvýznamnou vesnicí do roku 1817, kdy zde bylo rozhodnuto vybudovat velký přístav pro Dublin. V roce 1821 dostalo jméno Kingstown (Královo město) na počest návštěvy panovníka Jiřího IV. Po odtržení Irska od Británie byl městu navrácen původní název.
V roce 1834 byla z Dún Laoghaire do Dublinu zprovozněna první železniční trať v Irsku. Z místního přístavu je zavedena pravidelná lodní linka do Holyheadu na ostrově Anglesey. Přístavní molo dlouhé půldruhého kilometru je oblíbeným místem procházek. Město je také střediskem sportovního jachtingu.
Sídlí zde vysoká škola Dun Laoghaire Institute of Art, Design and Technology. Odsvěcený kostel pro vojenské námořnictvo slouží od roku 1978 jako námořní muzeum. James Joyce pobýval na předměstí Sandycove a do místní věže situoval úvodní scénu slavného románu Odysseus.

## Slavní rodáci

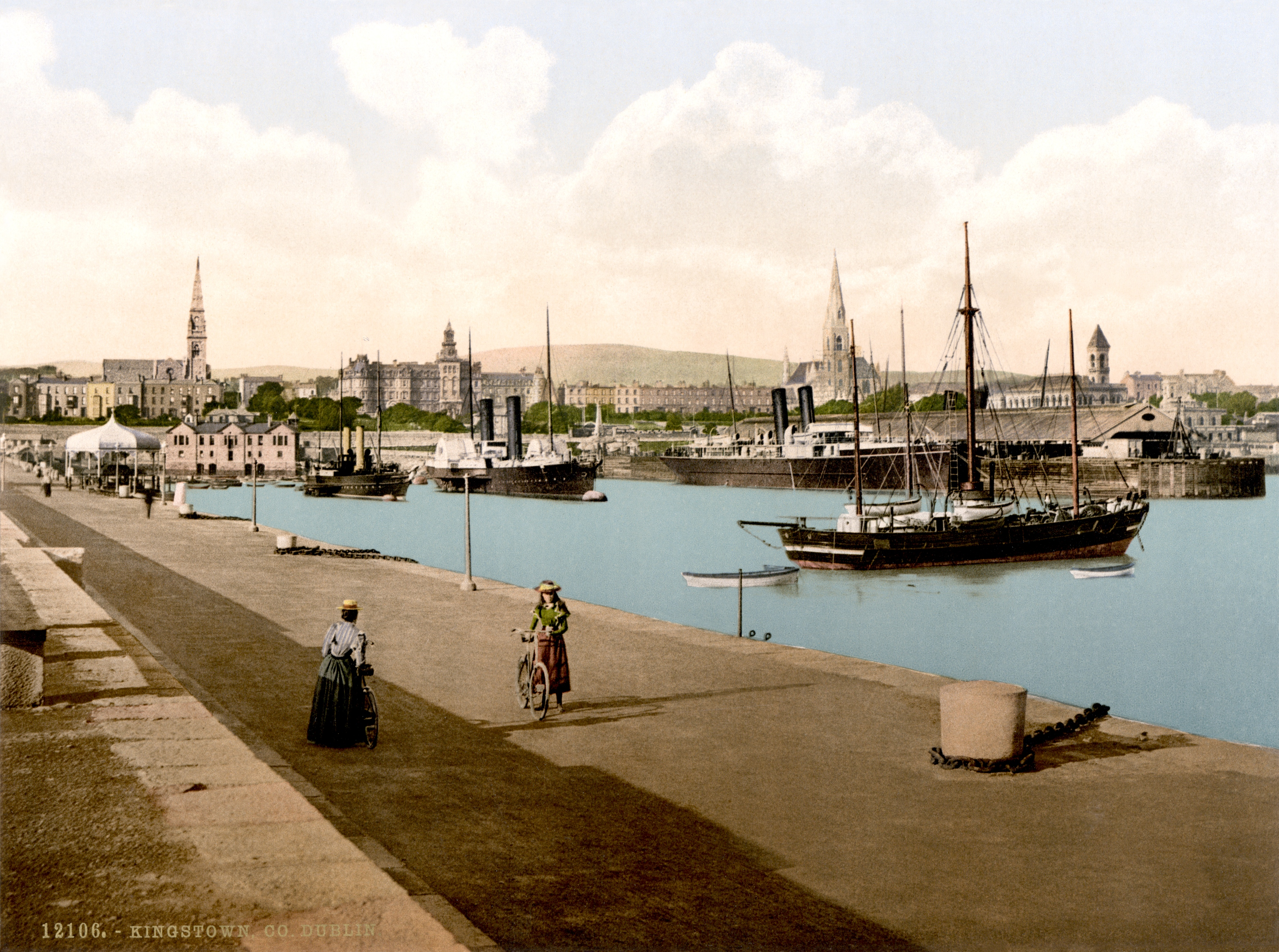
Přístav v Dún Laoghaire kolem roku 1895

Místními rodáky jsou operní pěvec Frederick Ranalow, spisovatel Henry De Vere Stacpoole (autor románu Modrá laguna a předlohy stejnojmenného filmu) a hudebník a organizátor dobročinných akcí Bob Geldof.